# Rund um den Henninger-Turm 1977
Il Rund um den Henninger-Turm 1977, sedicesima edizione della corsa, si svolse il 1º maggio su un percorso di 229 km, con partenza e arrivo a Francoforte sul Meno. Fu vinto dall'olandese Gerrie Knetemann della squadra Ti-Raleigh davanti al tedesco occidentale Dietrich Thurau e al belga Frans Verbeeck.

## Ordine d'arrivo (Top 10)
| Pos. | Corridore         | Squadra               | Tempo    |
| ---- | ----------------- | --------------------- | -------- |
| 1    | Gerrie Knetemann  | Ti-Raleigh            | 5h27'10" |
| 2    | Dietrich Thurau   | Ti-Raleigh            | a 2'43"  |
| 3    | Frans Verbeeck    | Ijsboerke-Colnago     | a 3'30"  |
| 4    | André Dierickx    | Maes Pils-Mini-Flat   | s.t.     |
| 5    | Ronald De Witte   | Brooklyn              | s.t.     |
| 6    | Walter Godefroot  | Ijsboerke-Colnago     | s.t.     |
| 7    | Willem Peeters    | Ijsboerke-Colnago     | s.t.     |
| 8    | Bert Pronk        | Ti-Raleigh            | s.t.     |
| 9    | Eric Van de Wiele | Maes Pils-Mini-Flat   | s.t.     |
| 10   | Gregor Braun      | Peugeot-Esso-Michelin | s.t.     |